# Charlie Puth
Charles Otto Puth Jr. (Rumson, New Jersey, 2. prosinca 1991.) poznatiji kao Charlie Puth američki je pjevač, tekstopisac i producent. Prvobitno je popularnost stekao svojim obradama pjesama na YouTubeu. Nakon nastupa u emisiji The Ellen DeGeneres Show u 2011. godini, potpisao je ugovor s izdavačkom kućom eleveneleven i radio kao tekstopisac i producent za druge izvođače.
Puth je 2015. potpisao za Atlantic Records i izdao debitantski singl "Marvin Gaye" s Meghan Trainor. Iste godine gostovao je na siglu "See You Again" Wiza Khalife, koju je i napisao i producirao. Pjesma je 12 tjedana bila broj jedan na Billboard Hot 100, dobila dijamantnu nakladu i donijela mu više nagrada i nominacija, uključujući Zlatni globus i tri Grammyja.
"Marvin Gaye" je najavio njegov prvi album Nine Track Mind (2016.), a pjesma "We Don’t Talk Anymore" sa Selenom Gomez postala je hit. Drugi album Voicenotes (2018.) bio je hvaljen i komercijalno uspješan, s hitom "Attention" i Grammy nominacijom za produkciju. Treći album Charlie (2022.) također je ušao u top 10, sa singlovima "Light Switch" i "Left and Right".
Tijekom karijere radio je kao tekstopisac i producent za druge izvođače. Godine 2021. producirao je hit-singl "Stay" za Justina Biebera i the Kida Laroija, koji je došao do 1. mjesta na Billboardovoj Hot 100 ljestvici i proveo ukupno sedam tjedana.